# Personer i Sverige födda i Kongo-Kinshasa
Till personer i Sverige födda i Kongo-Kinshasa räknas personer som är folkbokförda i Sverige och som har sitt ursprung i Kongo-Kinshasa. Enligt Statistiska centralbyrån fanns det 2017 i Sverige sammanlagt cirka 4 300 personer födda i Kongo-Kinshasa.

## Historisk utveckling

### Födda i Kongo-Kinshasa
| Personer i Sverige födda i Kongo-Kinshasa 1960–2024 | Personer i Sverige födda i Kongo-Kinshasa 1960–2024 | Personer i Sverige födda i Kongo-Kinshasa 1960–2024 | Personer i Sverige födda i Kongo-Kinshasa 1960–2024 | Personer i Sverige födda i Kongo-Kinshasa 1960–2024 |
| --- | --------------------------------------------------- | --------------------------------------------------- | --------------------------------------------------- | --------------------------------------------------- |
| |                                                     |                                                     |                                                     |                                                     |
| År |                                                     |                                                     | Folkmängd                                           |                                                     |
| 1960 | 1960                                                |                                                     | 26                                                  |                                                     |
| 1970 | 1970                                                |                                                     | 75                                                  |                                                     |
| 1980 | 1980                                                |                                                     | 131                                                 |                                                     |
| 1990 | 1990                                                |                                                     | 415                                                 |                                                     |
| 2000 | 2000                                                |                                                     | 999                                                 |                                                     |
| 2001 | 2001                                                |                                                     | 1 092                                               |                                                     |
| 2002 | 2002                                                |                                                     | 1 153                                               |                                                     |
| 2003 | 2003                                                |                                                     | 1 226                                               |                                                     |
| 2004 | 2004                                                |                                                     | 1 298                                               |                                                     |
| 2005 | 2005                                                |                                                     | 1 360                                               |                                                     |
| 2006 | 2006                                                |                                                     | 1 562                                               |                                                     |
| 2007 | 2007                                                |                                                     | 1 703                                               |                                                     |
| 2008 | 2008                                                |                                                     | 1 897                                               |                                                     |
| 2009 | 2009                                                |                                                     | 2 084                                               |                                                     |
| 2010 | 2010                                                |                                                     | 2 246                                               |                                                     |
| 2011 | 2011                                                |                                                     | 2 402                                               |                                                     |
| 2012 | 2012                                                |                                                     | 2 580                                               |                                                     |
| 2013 | 2013                                                |                                                     | 2 811                                               |                                                     |
| 2014 | 2014                                                |                                                     | 3 092                                               |                                                     |
| 2015 | 2015                                                |                                                     | 3 381                                               |                                                     |
| 2016 | 2016                                                |                                                     | 3 719                                               |                                                     |
| 2017 | 2017                                                |                                                     | 4 260                                               |                                                     |
| 2018 | 2018                                                |                                                     | 4 774                                               |                                                     |
| 2019 | 2019                                                |                                                     | 5 115                                               |                                                     |
| 2020 | 2020                                                |                                                     | 5 437                                               |                                                     |
| 2021 | 2021                                                |                                                     | 6 194                                               |                                                     |
| 2022 | 2022                                                |                                                     | 6 684                                               |                                                     |
| 2023 | 2023                                                |                                                     | 7 037                                               |                                                     |
| 2024 | 2024                                                |                                                     | 7 328                                               |                                                     |
| Anm.: Befolkning den 31 december respektive år förutom åren 1960 och 1970 som avser förhållandet den 1 november och år 1980 som avser förhållandet den 15 september. |                                                     |                                                     |                                                     |                                                     |